# Verstummt
Verstummt (Titel der Originalausgabe: Triptych) ist ein Thriller der US-amerikanischen Schriftstellerin Karin Slaughter aus dem Jahr 2006 und bildet den Auftakt der Will-Trent-Serie. Eine deutschsprachige Übersetzung erschien 2008.

## Handlung
Teil I: in der Nacht des Superbowl-Spiels der Atlanta Falcons am 5. Februar 2006 geht ein Notruf ein und Detective Michael Ormewood wird an den Schauplatz eines Verbrechens gerufen. Grund dafür ist die Crack-abhängige Prostituierte Aleesha „Leesha“ Monroe, die in dem Wohngebäude Nummer 9 des heruntergekommenen Sozialbauprojekts Grady Homes Neighbourhood im Stadtviertel Sweet Auburn von Atlanta auf äußerst brutale Weise ermordet wurde, die selbst die hartgesottenen Polizisten erschüttert. Die junge Frau war nach einem langen Todeskampf erbärmlich im Treppenhaus an ihrem eigenen Blut erstickt, nachdem ihr der Täter die Zunge abgebissen hatte.
Die bestialischen Umstände schockieren die Mordkommission, zu der Detective Ormewood, Will Trent und Angela Polaski gehören. Trent ist Agent des Georgia Bureau of Investigation (GBI), Polaski vom Sittendezernat und arbeitet undercover als Prostituierte. Die Tat ereignete sich in einem afroamerikanischen Slum, wo Elendsprostitution und Drogenhandel den Haupterwerb bilden. Hier ist man der Polizei gegenüber feindselig eingestellt und bei der Aufklärung des Falles nicht behilflich. Der Anfangsverdacht auf Baby G, Monroes ehemaligen Zuhälter und wegen Gewaltdelikten vorbestraften Kleinkriminellen, kann sich nicht erhärten.
Michael Ormewood ist ein traumatisierter Golfkriegsveteran, der mit seiner Frau Gina nur dem äußeren Anschein nach eine glückliche Ehe führt. Die beiden haben einen behinderten Sohn namens Tim, der eine teure Spezialtherapie benötigt, ein Umstand, der dazu führt, dass beide noch härter arbeiten und mehr Überstunden machen müssen. Aus Frustration hat Ormewood eine Affäre mit der minderjährigen Nachbarin Cynthia Barrett, deren Vater Phil häufig auf Geschäftsreise ist. Vor allem, wenn Ormewood und Gina einen Ehestreit hatten, sucht er Cynthia für ein schnelles Schäferstündchen auf.
Die Verbrechensserie setzt sich mit der fünfzehnjährigen Julie Cooper aus Tucker und der vierzehnjährigen Anna Lindner aus Snellville fort. Die Mädchen kommen aus dem Umkreis von Atlanta und wurden Opfer eines mit Skimaske vermummten Täters, der sie mit äußerster Brutalität vergewaltigte, beinahe zu Tode prügelte und ihnen die Zunge abbiss. Spuren werden nicht gefunden, weil er ein Kondom mit Maisstärke als Gleitmittel und Spermizid benutzte. Das Opferbild passt allerdings nicht zusammen, denn die beiden Mädchen entstammten der weißen Mittelschicht und die ermordete Aleesha der schwarzen Unterschicht.
Die Ereignisse überstürzen sich. Jetzt gehört auch Cynthia zu den Mordopfern, deren Leiche im Garten ihres Hauses aufgefunden wird und Ormewood in eine schwere Krise stürzt.
In Rückblenden und mit Zeitungsartikelausschnitten des Decatur City Observers werden immer wieder Ereignisse aus dem Jahr 1985 aufgegriffen, in dessen Sommer die fünfzehnjährige Mary Alice Finney Opfer einer Vergewaltigung und Verstümmelung wird, an deren Folgen sie qualvoll stirbt.
Der Tat dringend verdächtigt wird John Shelley, ein drogenabhängiger Außenseiter und Teenager, der sich zur Tatzeit in einem Rauschzustand befand und sich an nichts mehr erinnern kann. Er wird später nach Erwachsenenstrafrecht verurteilt und zu einer langen Gefängnisstrafe im Coastal State Prison bei Garden City in der Nähe von Savannah verurteilt. In dieser Zeit macht er Bekanntschaft mit dem medienbekannten Serienmörder Ben „The Atlanta Carver“ Carver, der für ihn zu einer Art väterlichem Freund wird.
Teil II des Buches springt zurück zum 2. Oktober 2005 und erzählt die Geschichte des John Shelley, der mittlerweile in Garden City nach Absitzen der Gefängnisstrafe große Schwierigkeiten hat, in ein bürgerliches Leben zurückzufinden. Beim Kauf eines Fernsehgerätes stellt er überrascht fest, dass er eine ausgezeichnete Kreditwürdigkeit besitzt. Er findet heraus, dass eine dritte Person nach 20 Jahren Haftstrafe seinen Namen, seine Identität, seine Kreditkartendaten und seine Sozialversicherungsnummer benutzt. John Shelley erinnert sich an seine Jugend, sein wohlbehütetes Elternhaus aber auch an die Probleme mit seinem Vater Richard, dem Chefarzt der Krebsstation des örtlichen Krankenhauses, die ihn früh zum Konsum von Drogen wie Marihuana und Kokain treiben. Schließlich wird er der Schule verwiesen. Mary Alice Finney, die fünfzehnjährige Nachbarin, ist seine einzige Freundin, die sich eine Zeitlang noch mit ihm abgibt. Obwohl sie mit seinem Lebenswandel nicht einverstanden ist, lässt sie sich dazu überreden, an einer Party von Shellys Cousin Woody teilzunehmen.
Die Zeit zwischen seiner Verhaftung, dem Gerichtsprozess bis zur Überführung ins Coastal State Prison ist schwer für ihn. Shelley lernt die strengen Regeln des Gefängnisalltags auf die harte Tour kennen. Bis zu seiner Verlegung in die Schutzhaftabteilung wird er jede Nacht von seinem Zellengenossen „Zebra“ anal vergewaltigt, so dass er medizinisch versorgt werden muss. Sein Vater Richard Shelley besucht ihn auf der Krankenstation und empfindet große Genugtuung darin, dass sein Sohn jetzt genauso leidet wie er seiner Meinung nach Finney hat leiden lassen. In der neuen Abteilung lernt er Ben „The Atlanta Carver“ Carver kennen, einem sechsfachen Mörder, der die Angewohnheit hatte, den getöteten jungen Männern die rechte Brustwarze abzubeißen und diese als Trophäe aufzubewahren. Carver verschont Shelley, da er nicht sein Typ ist und beschützt ihn vor den Nachstellungen der anderen Mithäftlingen.
Mehrere Begnadigungsersuche scheitern. Allein Shellys Mutter Emily, die sich mittlerweile von ihrem Mann hat scheiden lassen, glaubt an ihren Sohn und ringt ihm bei einem ihrer Haftbesuche das Versprechen ab, dass er sich im Gefängnis weiterbildet. Shelly schafft es sogar, seinen Bachelor zu machen. Dann plötzlich erkrankt Shellys Mutter an Brustkrebs, was Richard Shelly seinem Sohn anlastet. Am 22. Juli 2005 bekommt John Shelly seine Begnadigungsbescheinigung, zwei Tage nachdem seine Mutter verstarb.
Shelley ist ein verurteilter Mörder und registrierter Sexualstraftäter, der unter strengen Bewährungsauflagen leben muss, und erst nach einer Vielzahl von Absagen einen Aushilfsjob in einer Autowaschanlage bekommt. Bei einem handfesten Streit mit einer Prostituierten schlägt er einen Kollegen nieder. Die Prostituierte nimmt ihn aus Dankbarkeit mit und macht ihn mit ihrer Kollegin Robin bekannt, die auf der Cheshire Bridge Road auf den Strich geht. Zu ihrem großen Erstaunen will er keine Sex-Dienstleistung von ihr, sondern nur eine erotische Geschichte hören, die ihn, der noch nie mit einer Frau geschlafen hat, stark erregt. Später bekommt Shelly unerwartet Besuch von seiner Bewährungshelferin Martha Lam und muss sich auf erniedrigende Weise einem Drogentest unterziehen.
Am 6. Januar 2006 schwenkt die Geschichte zu Woody über, John Shellys erfolgreichem Cousin. Woody ist ein sportlich-athletischer Mann, sowie cooler und beliebter Frauenschwarm, der damals in der Schule mit Drogenhandel gut verdient hatte. Er führt mittlerweile ein dem Anschein nach glückliches Familienleben. Shelly beobachtet, wie Woody Prostituierte in seinem Ford Mustang mitnimmt, um von ihnen oral befriedigt zu werden. Er folgt ihm unauffällig und beobachtet, wie in Snellville ein Mädchen in Woodys Auto steigt und von ihm geküsst wird. Er findet außerdem heraus, dass Woody seine Identität missbraucht. Shelly schweigt jedoch darüber aus Angst, wegen Falschaussage wieder ins Gefängnis zurückzumüssen. Um die Weihnachtszeit trifft er seine Schwester Joyce. Sie wirft ihm vor, dass er ihre Familie zerstört habe, macht ihm ein schlechtes Gewissen, weil ihre gemeinsame Mutter in ihren letzten Lebenstagen nur von ihm gesprochen hatte und verlangt von ihm die Wahrheit darüber zu sagen, ob er damals tatsächlich Mary Alice Finney ermordet hätte.
Die Geschichte springt zurück zum 15. Juni 1985 zur Heavy-Metal-Party in Woodys Haus mit der aufpeitschenden Musik von Poison. Shelly ist total bekifft, genau wie sein Cousin, der in Begleitung mit Aleesha Monroe ist, dem späteren Mordopfer. Sie ist das bestaussehenden Mädchen auf der Fête. Dann erscheint Mary Alice Finney nach Mitternacht, die von den Drogen und dem Petting angewidert ist. Woody verabreicht ihr einen Drink und küsst sie, was sie zu Shellys Entsetzen erwidert. Als er sie jedoch an ihre Brust fasst, stößt sie ihn wütend von sich. Shelly flieht mit ihr. Finney nimmt ihn mit zu ihrem Schlafzimmer, wo sie mit ihm „Speedball“ einnehmen möchte, eine Mischung aus Kokain und Heroin, welches ihnen Woody als Abschiedsgeschenk mitgegeben hatte. Im Rausch küssen sich die beiden, dann wird Shelly ohnmächtig. Als er erwacht, liegt die blutüberströmte Finney neben ihm. Ihr toter Körper weist Spuren von Gewalt und Bissen auf. Voller Panik läuft er nach Hause.
In einem Zeitungsartikel wird von drogeninduzierter Raserei gesprochen. Das Mädchen wurde vergewaltigt, verstümmelt, gebissen und mit Urin verunreinigt. Außerdem wurde ihre Zunge mit einem gezackten Messer herausgeschnitten.
In der Gegenwart liest Shelly am 6. Februar 2006 einen Zeitungsartikel über die Entführung eines Mädchens aus Snellville. Das Opfer wurde am nächsten Tag in einem Graben gefunden, wo es sich versteckt hielt. Shelly hat weiterhin einen Verdacht und folgt dem Auto seines Cousins bei einer seiner heimlichen Ausfahrten bis in die Grady Homes. Dann sieht er, wie sein Cousin kurze Zeit später mit einer Prostituierten in einem der heruntergekommenen Häuser verschwindet. Kurze Zeit darauf vernimmt er schrille Schreie.
Shelly bricht in Woodys Haus ein. In der Garage entdeckt er mehrere versteckte Pornomagazine. Im ehelichen Schlafzimmer findet er ein Klappmesser, welches sein Cousin schon damals bei den Drogengeschäften zur Verteidigung dabei hatte. Dabei wird er von der Nachbarin erwischt, die daraufhin vor ihm flieht und sich bei einem Sturz das Genick bricht. John empfindet eine starke Wut auf Woody, weil er ihm zwanzig Jahre seines Lebens gestohlen hat und dieses „unverdient“ glückliche Leben führen darf. Shelly zieht seine Latexhandschuhe an und schneidet der toten Frau die Zunge heraus, um seinem Cousin, der eigentlich Detective Michael Ormewood ist, diese Tat aus Rache anzulasten.
Teil III beginnt am 6. Februar 2006 im Haus von Will Trent, als er gerade Besuch von Angela Polaski bekommt. Sie besprechen den Mordfall Aleesha Monroe und sie erzählt ihm nähere Details über Detective Ormewood. Der Leser erfährt mehr aus dem Leben und dem Schicksal der beiden. Dabei verheimlicht Polaski ihm, dass sie auch mit dem Detective Sex gehabt hatte. Trent und Ormewood sind bei der Autopsie von Cynthia Barrett, der Affäre von Ormewood, zugegen. Später eröffnet Ormewood Trent, dass er besser die Finger von Angela Polaski lassen sollte, da sie eine „Männerfresserin“ sei. Sie suchen gemeinsam den Tatort und Monroes Wohnung auf, die für eine drogensüchtige Mieterin erstaunlich gut gepflegt ist, was den Verdacht aufkommen lässt, dass sie im Nachhinein von irgendjemanden gründlich von jeglichen Spuren gesäubert wurde. Trent verachtet Ormewood und hält ihn für einen „Scheißkerl“, da sich herausstellt, dass er die Macht seines Polizeidienstgrades offensichtlich dazu missbraucht, um Frauen zu kontrollieren und sie zum Geschlechtsverkehr zu nötigen.
Shelly bekommt erneut Besuch von seiner Bewährungshelferin Martha Lam. Dabei kann er nur in allerletzte Sekunde ein Messer verschwinden lassen, welches ein Unbekannter bei ihm während seiner Abwesenheit deponiert hat. Lam weiß offensichtlich davon und Shelly befürchtet, dass Ormewood sie eventuell eingeweiht hat.
In den Grady Homes verschwindet Jasemine „Jazz“ Allison, die dafür bezahlt wurde, den Notruf auszulösen, in der Nacht, in der Aleesha Monroe getötet wurde. Sie finden einen Brief der getöteten Frau an ihre Mutter, in der sie ihr vorwirft, sie absichtlich zur „Paria“ gemacht zu haben.
Trent und Polaski kommen zusammen. Angie Polaski, in deren Wohnung sich ein Triptychon befindet, ein Bild, welches beim Ausklappen ein anderes ist als bei der Außenansicht, was auf die Zerrissenheit ihres Charakters anspielt, muss Tent eingestehen, dass sie mit Ormewood geschlafen hat. Dass sie nach dem Aufwachen auf einem Autorücksitz feststellt, dass der Sex gewaltsam war und sie Blessuren davonträgt, erwähnt sie nicht.
Angela Polaski fährt zum Krankenhaus, um dort mit Detective Ormewoods Ehefrau Gina zu reden. Dort begegnet sie zufällig Shelly, der in ihr „Robin“ vom Straßenstrich erkennt. Sie empfindet Sympathie für ihn, obwohl sie aufgrund ihrer verdeckten Ermittlungsarbeiten als Prostituierte weiß, dass er ein Pädophiler und Mörder ist.
Sie trifft auf Gina, die im Gesicht schwere Hämatome aufweist, die Ormewood, ihr Mann, ihr beigebracht hatte. Obwohl die beiden Frauen Rivalinnen sind, empfinden sie eine gewisse Zuneigung zueinander. Gina erzählt Polaski ihre Geschichte, wie sie sich mit 15 in Ormewood verliebt hat, bevor er zu seinem Militäreinsatz in den Irak geschickt wurde. Nachdem ihr Sohn Tim geboren wurde, behandelte er sie zunehmend schlechter, schlief nicht mehr mit ihr und fing an, sie körperlich zu misshandeln. Obwohl sie Todesangst vor Ormewood hat, ringt sie sich schließlich dazu durch, gegen ihren Ehemann einen Unterlassungsbescheid zu bewirken.
Währenddessen wird der Zuhälter Baby G, der kurzzeitig als Mörder von Aleesha Monroe gehandelt wird, mit mehreren Projektilen tödlich verletzt und erleidet auf der Intensivstation den Hirntod. Für die Schießerei sind seine halbstarken Cousins verantwortlich, die sich für eine Respektlosigkeit rächen wollen. Zur gleichen Zeit sucht Will Trent Aleesha Monroes Mutter Miriam in einem gehobenen Viertel von Decatur auf. Die gut situierte Mutter von sechs Kindern und Ehefrau eines erfolgreichen Gynäkologen hat ihre jüngste Tochter verstoßen, seit zwanzig Jahren kein Kontakt mehr mit ihr gehabt und nimmt die Nachricht vom Tod ihrer Tochter mit Fassung auf. Will übergibt ihr den letzten Brief der Tochter und erfährt, dass mit „Paria“, der „Paria von der Paisley Street“ gemeint ist. Ein Haus in der damaligen Nachbarschaft, in der häufig Drogenparties gefeiert wurden und in dem Aleesha Monroe die Bekanntschaft mit Ken macht, einem 39-jährigen, der wegen Verführung von Minderjährigen vorbestraft wurde.
Polaski sucht ihren sprechbehinderten „Bekannten“ Ken Wozniak, dem ehemaligen Partner von Detective Ormewood, in einem Pflegeheim auf und konfrontiert ihn mit Michael Ormewood und der Tat in den Grady Homes. Er widerlegt Ormewoods Alibi.
Shelly trifft seine Schwester Joyce, die von ihrer Freundin als lesbisch geoutet wird und die ihm eröffnet, dass seine Mutter alle grausamen Prozessdetails der Tat von 1985 gesammelt hat, nur um für ihren Sohn einen Freispruch zu erwirken.
Shelly isst am 10. Februar 2006 im Empire Diner, nachdem er mit Joyce und Kathy die Nacht zuvor beredet hatte, welche Rolle Johns Tante Lydia gespielt hat und wie sie Detective Ormewood mit seinen Taten konfrontieren oder am Ende gar überführen könnten. Immerhin hatte er seine Schwester überzeugen können, am Finney-Mord unschuldig zu sein. Doch auch er fühlt sich miserabel, wie er einem toten Mädchen die Zunge herausschneiden konnte. Dann setzt sich Polaski in der Aufmachung als „Robin“ zu ihm. Erst interessiert sich für sein Schicksal, will ihn verführen, als Shelly sie jedoch abweist, um sie nicht in Schwierigkeiten zu bringen, gibt sie sich als Polizistin zu erkennen und lässt ihn von Trent abführen.
Polaski fährt zur Ormewood-Ranch an der Ponce de Leon Ave in der Stadt Stone Mountain. Durch eine Hundeklappe kann sie heimlich ins Haus eindringen. In der Garage findet sie einen Raum mit einem gefesselten nackten Mädchen auf einem Pooltisch. Dann wird Polaski niedergeschlagen.
Will Trent kann Polaski telefonisch nicht mehr erreichen. Er verhört John Shelley und will von ihm wissen, welche Bedeutung das Wort PARIA besitzt. Bei einem Anruf seines Partners Leo Donelly, der gerade vor der Ormewood-Ranch steht, erfährt er, dass Polaski in Schwierigkeiten ist. Trent presst von Shelly die Adresse des Ortes „Paria“ heraus, die in Ducktown/Tennessee liegt.
Polaski befindet sich in Ormewoods Gewalt und wird gefesselt im Kofferraum eines Autos zu einem einsamen Ort entführt. Sie vermutet, dass das nackte Mädchen vom Pooltisch Jasemine Allison ist. Ormewood zwingt Polaski dazu, sich auszuziehen. Nach einem Kampf zwischen den beiden kann Ormewood sie jedoch erneut überwältigen und fixieren. Es kommt zu einer Aussprache. Ormewood erzählt ihr, dass ihn sein Vater verlassen hatte, als er zehn Jahre alt war und seiner Meinung nach Schlimmeres durchgemacht hatte als sein Cousin Shelly. Er war es, der Polaski damals auf der Party den Drink mit „Roofies“ (Rohypnol) besorgte, um sie bewusstlos zu machen. Shelly hätte seine gerechte Strafe im Gefängnis bekommen und sich durch den vielen erzwungenen Analverkehr sicherlich längst mit AIDS infiziert. Ormewood gesteht, dass er den Prostituierten harte Drogen verkauft hätte, u. a. um die Therapie seines schwer kranken Sohns zu finanzieren. Die Krankheit seines Sohnes hatte er als sein persönliches Versagen angesehen. Aleesha Monroe kannte er seit seiner Jugend. Er hätte sie bei seinem ersten Polizeieinsatz in den Grady Homes wiedergesehen, wo sie ihn wiedererkannte und ihn verhöhnte, als er im Fahrstuhl steckenblieb und sich lächerlich machte. Seine Mutter Lydia hatte die Idee gehabt, alles in John Shellys Schuhe zu schieben. Es war ihm als Polizist ein Leichtes gewesen, an sämtliche Daten von Shelly zu gelangen und diese für seine Vorhaben zu missbrauchen. Vor dem Superbowlspiel wollte er mit Monroe noch etwas Dampf ablassen. Sie waren jedoch in einen heftigen Streit geraten, mit dem Ergebnis, dass ihn das Mädchen aus ihrer Wohnung warf und Ormewood sich gezwungen sah, ihr eine harte Lektion zu erteilen, indem er sie lange leiden ließ. Nach dem Geständnis wirft Ormewood seine Kollegin Polaski in den Keller, wo sie ihren sicheren Tod erwartet.
Im Keller liegt die regungslose und halbtote Polaski. Selbst mit ihrem eigenen Blut als Schmiermittel und einer enormen Wut auf den Täter kann sich Polaski nicht von den Fesseln befreien. Ormewood kommt mit Skimaske, Pistole und Messer bedrohlich die Treppe herunter und versucht Polaski zu vergewaltigen. Sie rammt den Kopf gegen den seinen und entringt ihm das Messer, mit dem sie mehrfach auf ihren Peiniger einsticht. In dem Moment kommen Trent und Shelly von oben zur Hilfe. Ormewood ist schwer verletzt und erstickt wie seine Opfer an seinem eigenen Blut.
Am 13. Februar 2006 fahren John Shelly und seine Schwester Joyce zu dem vornehmen Haus von Ormewoods Mutter Lydia im teuren Stadtteil Vinings. Sie berichtet ihrer Nichte und ihrem Neffen, dass Ormewood seit dem Fortgang seines Vaters Barry auf die schiefe Bahn geraten war. Sie hatte dafür gesorgt, dass er im Irakkrieg seine Pflicht tun konnte, dort wo er eine Schussverletzung im Bein erlitt. Doch die Tatsache, einen behinderten Sohn zu bekommen, hatte er nie verwinden können. Für sie war Michael Ormewood immer ein guter Sohn. Dabei ignoriert sie seine andere Seite, dass er Drogen verkaufte und Frauen Gewalt antat und zeigt sich gänzlich ungerührt. Lydia bleibt kalt und ist nicht bereit, Shelly durch ihre Aussage, dass er an Aleesha Monroes Tod unschuldig ist, zu entlasten. Als Sühne erpresst Shelly, dass Lydia ihm ihr Haus überschreibt.

## Hauptfiguren

### Polizisten
- Will Trent: Agent des Georgia Bureau of Investigation (GBI), leidet an einer Legasthenie. Er hatte eine fürchterliche Kindheit und ist mit Narben übersät.
- Michael Ormewood: Detective des Atlanta Police Department, alias „Woody“, Johns Cousin. Er ist am Ende der Täter.
- Angela Polaski: Undercover-Polizistin, Prostituierte „Robin“ und Ex-Geliebte von Will Trent. Sie kennt ihn aus einer gemeinsamen Vergangenheit im Atlanta Children’s Home. Angelas Mutter Deirdre starb auf dem Klosett an einer Überdosis. Ihr Zuhälter Rusty vergewaltigte Angela, bevor er die Polizei rief.

### Opfer
- † Mary Alice Finney: Mordopfer aus dem Jahr 1985. Freundin von John Shelley.
- † Aleesha „Leesha“ Monroe: Mordopfer. Prostituierte, ist als Jugendliche von ihrem guten Elternhaus weggelaufen und landet auf dem Drogenstrich.
- † Julie Cooper und † Anna Lindner: weitere Opfer des Serientäters.
- † Cynthia Barrett: Ormewoods Nachbarin und heimliche Geliebte, kommt bei einem Unfall ums Leben.

### Familie Shelley
- John Shelley: vermeintlicher Mörder im Finney-Fall und tragische Figur der Geschichte.
- Joyce Shelley: Johns Schwester. Nach anfänglichen Widerständen kämpft sie für die Rechte ihres Bruders.
- Emily Shelley: Johns Mutter und Einzige, die an ihren Sohn glaubt.
- Richard Shelley: Johns selbstgerechter Vater, der seinen Sohn verstößt.

## Sprachstil

### Klappentext
„Selbst der erfahrene Detective Michael Ormewood vom Atlanta Police Department ist schockiert, als er die grausam ermordete Frau vor sich sieht. Das Werk eines krankhaften Serienmörders? Alles deutet darauf hin. Michael wird daher gezwungen, mit Special Agent Will Trent zusammenzuarbeiten, einem Mann, dem er instinktiv misstraut. Und mit der Polizistin Angie Polaski, die verdeckt ermittelt und früher seine Geliebte war – bis sie sein Feind wurde. Nur wenig später verschafft sich das Böse dann Zutritt zu Michaels eigenem Haus. Und längst Vergangenes sickert in die Gegenwart, wie Gift in seine Adern ….“

Auch hier steht die Gewaltdarstellung (The plot is very gritty and covers gruesome violence and prostitution with twists and turns and a brilliant ending.) wieder stark im Vordergrund. Slaughters Roman zeigt sich durch eine sehr blutige und direkte, bildhafte Sprache aus:

„Das Mädchen hatte keine Chance“, fuhr Greer fort, „Geschlagen, geschnitten, in jedes Loch gefickt, das man sich nur vorstellen kann. Wir haben’s da mit einem echt kranken Wichser zu tun.“

## Rezensionen
Der Thriller ist kein stromlinienförmiger US-Mainstream und seine Figuren weisen die Ambivalenz eines Triptychons auf. Slaughter wird allerdings vorgeworfen, dass sie mit der übertriebenen Gewaltdarstellung vor allem gegen Frauen, keine gesellschaftlichen oder gar sozialpsychologischen Aspekte aufwirft, sondern anscheinend dies nur aus verkaufspsychologischen Motiven anwendet. Mit den Worten „Lesen Sie den Thriller nicht, wenn Sie allein sind. Lesen Sie ihn nicht nach Einbruch der Dunkelheit. Aber lesen Sie ihn!“ bewirbt die Boulevardzeitung Daily Express das Buch von Karin Slaughter. Jochen König beschreibt das Buch mit „Verstummt ist ein totes Buch, so kalt und leblos wie die Opfer, die beständig vorgeführt, aber nie beklagt werden. Hier ist alles nur Attitüde, blankes Posieren, ein lausiges Spiel mit falschen Gefühlen und wohldosiert eingesetzten Brutalitäten, die aber nicht mal provokant wirken. Slaughter hat keine Geschichte, die sie erzählen kann oder will, sie erschafft nur Sequenzen, die auf den bloßen Effekt hin ersonnen sind. Das wäre vielleicht annehmbar, wenn sie einen kleinen, schnellen Thriller vorlegen würde, der spannend unterhält. Aber Verstummt ist weit davon entfernt, will viel mehr und scheitert kläglich.“
Die Hauptfiguren hätten nicht die Tiefe, die man von Romanfiguren erwarten würde und besäßen teilweise unglaubhafte Biographien. Jochen König vergleicht Verstummt mit einer Freak-Show aus vergangenen Zeiten, wo menschliche Deformationen zu Kirmes-Attraktionen werden. Selbst Pädophilie diene als Witzlieferant.
Slaughter gibt sich misogyn. Ihre Frauen werden schwer misshandelt, geschlagen, gefoltert, vergewaltigt und grausam umgebracht. Die Autorin würde beinahe den Eindruck erwecken, als hätten es Prostituierte verdient, erniedrigt und getötet zu werden. Die Beschreibung der Szenen ist häufig zynisch. So wird die Aufmerksamkeit des Lesers daraufhin gelenkt, ob die geschundene Leiche rasierte Schamhaare hat, die Brüste der Toten Implantate enthalten und ähnliches.
Der Erzählstil wird durch den Exkurs Angelas deutlich, wenn sie von ihrem Geschlechtsleben mit Will Trent spricht: „Wobei Sex nie einfach zwischen ihnen war. Will hatte nun wirklich die Ausstattung dafür, aber es war ein Riesenunterschied, ob man wusste, wie man einen Hammer halten muss und ob man damit auch bei jedem Schlag den Nagel auf den Kopf traf.“ Die Rolle der Mutter wird mit folgendem Satz beschrieben: „Ich will Dir sagen, was ich herausgefunden habe, Lydia: Michael war eine wilde Bestie, aber Du hattest die Schlüssel zu seinem Käfig. Du warst diejenige, die wusste, wer er war, und die ihn trotzdem auf die Welt losließ.“

### Einordnung in das Werk des Autors
Im Nachwort beschreibt Slaughter, dass sie mit dem Roman versucht hat, das Wesen ihrer geliebten Heimatstadt Atlanta mit den schönen und den hässlichen Seiten einzufangen. Dazu gehören auch Stadtviertel, die man nach Einbruch der Dunkelheit besser nicht mehr aufsucht. Als der Roman entstand, waren die Grady Homes bereits zum Abriss vorgesehen. Das Coastal State Prison hatte die Autorin nie selbst besucht, die Informationen wurden von der Webseite www.dcor.state.ga.us ermittelt und die Todeszelleninsassen sollen real gewesen sein. Atlanta zählt seit dem 21. Jahrhundert zu den zehn US-Städten mit den meisten Gewaltverbrechen. In einem Jahr wurden etwa 1.000 Vergewaltigungen gemeldet. 44 % der Vergewaltigungsopfer sind unter 18 Jahre alt und 15 % sogar unter 12 Jahre alt.

## Ausgaben
- Karin Slaughter: Verstummt. Blanvalet, München 2008, ISBN 978-3-7645-0266-9 (Originaltitel: Triptych. Übersetzt von Klaus Berr).
- Karin Slaughter: Verstummt. Hörbuchausgabe, 2008. Audio-CD